# Siboganemertes weberi
Siboganemertes weberi är en djurart som tillhör fylumet slemmaskar, och som beskrevs av Stiasny-Wijnhoff 1923. Siboganemertes weberi ingår i släktet Siboganemertes och familjen Siboganemertidae. Inga underarter finns listade i Catalogue of Life.